# Boršice u Blatnice
Boršice u Blatnice (německy Borschitz) je obec v okrese Uherské Hradiště ve Zlínském kraji. V obci žije 812 obyvatel.

## Poloha
Jedná se vinařskou obec ve vinařské oblasti Morava, podoblasti Slovácké (viniční tratě Cerekve, Jasenová, Molvy, Rovně, Zábřeží, Za hájem), leží u Blatnice v údolí Boršického potoka, částečně na území CHKO Bílé Karpaty asi 16 km jihovýchodně od Uherského Hradiště. Obcí prochází vinařská stezka Strážnická. Sousedními obcemi sídla jsou Slavkov, Dolní Němčí, Hluk, Suchov, Blatnička a Velká nad Veličkou. Jedná se o vinařskou obec ve vinařské oblasti Morava, podoblasti Slovácké (viniční tratě Cerekve, Jasenová, Molvy, Rovně, Zábřeží, Za hájem).

## Průmysl v obci
V obci se nachází provozovna společnosti ŽUFÁNEK s.r.o. - rodinný ovocný lihovar, kde se vyrábějí destiláty.

## Doprava
Vesnici prochází silnice I. třídy I/54.

## Název
Na vesnici bylo přeneseno původní pojmenování jejích obyvatel Boršici odvozené od osobního jména Boreš, které bylo domáckou podobou některého jména začínajícího na Bor- (Bořihněv, Bořivoj, Bořislav apod.). Nositelem jména byl Boreš z Rýzmburka, který místní krajinu kolonizoval. Význam místního jména byl "Boršovi lidé".

## Historie
Boršice jsou poprvé připomínány v roce 1283. Jejich název souvisí s Boršem z Rýzmburka.[zdroj?] V roce 1348 se připomíná Ronovec z Boršova a roku 1365 Ronovec a Jiří, bratři z Boršic. V roce 1378 zde stávala tvrz, kterou pobořili husité stejně jako kostely v Polešovicích a Boršicích, jak uvádí dolnokounický probošt ve zprávě papeži z roku 1453. Jiří z Boršic, zvaný Hromada (†1473), byl ve službách krále Vladislava Jagellonského, jeho potomek Zikmund z Boršic byl k roku 1523 dvořanem krále Ludvíka Jagellonského. V letech 1663 a 1683 byla obec vypálena Turky.

## Památky
Dominantou obce je pozdně barokní kostel sv. Kateřiny, který byl na středověkých základech postaven v roce 1788. Svaté Kateřině, patronce obce jsou rovněž zasvěcena kamenná boží muka z 18. století při silnici do Blatnice. V letech 1727–33 zde kantor Martin Pomykal psal a maloval tzv. boršický kancionál, vzácný doklad o vývoji moravské národní ornamentiky.

## Galerie

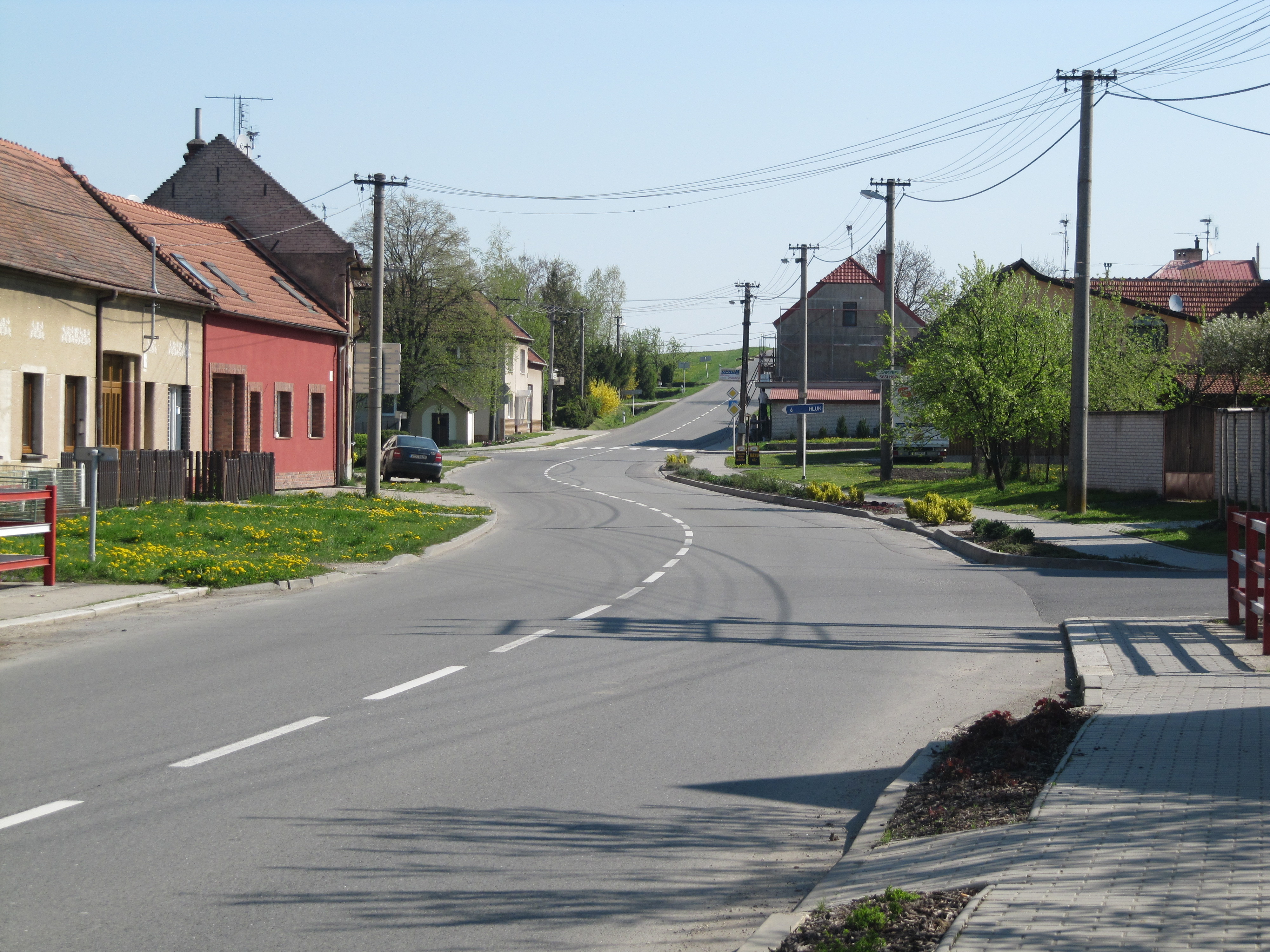
Průjezd obcí, směr Slavkov
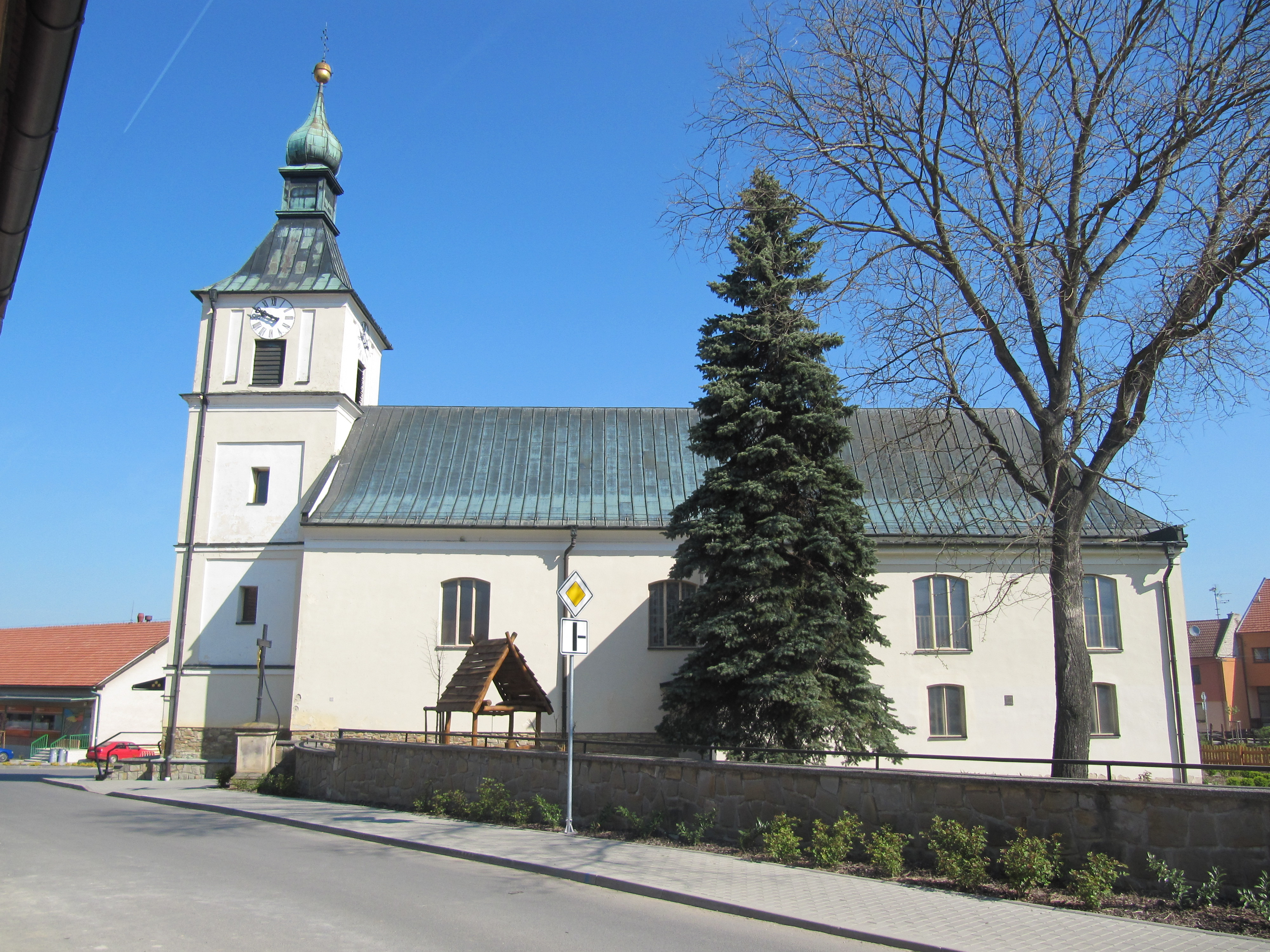
Kostel svaté Kateřiny
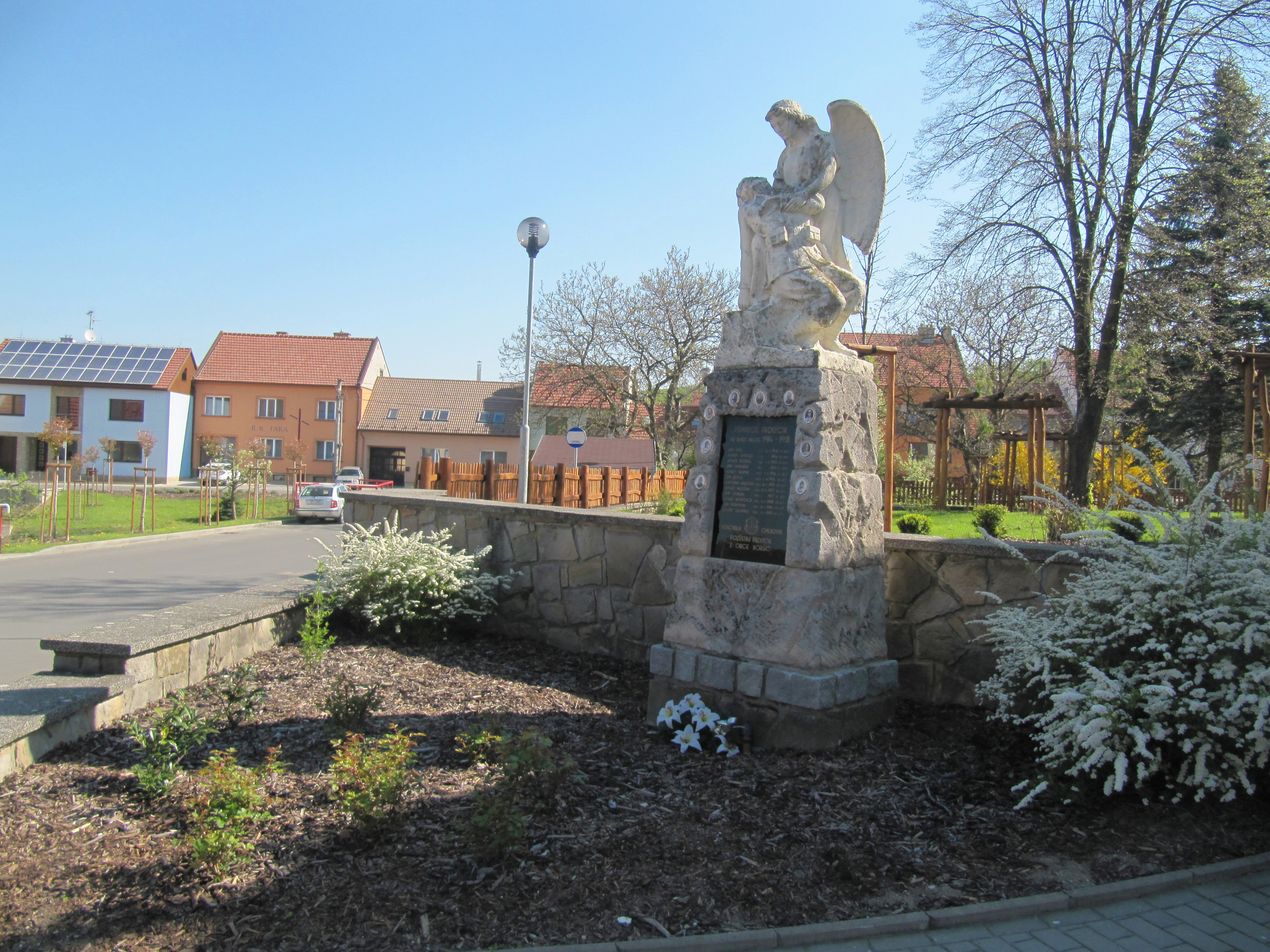
Pomník obětem I. světové války před kostelem
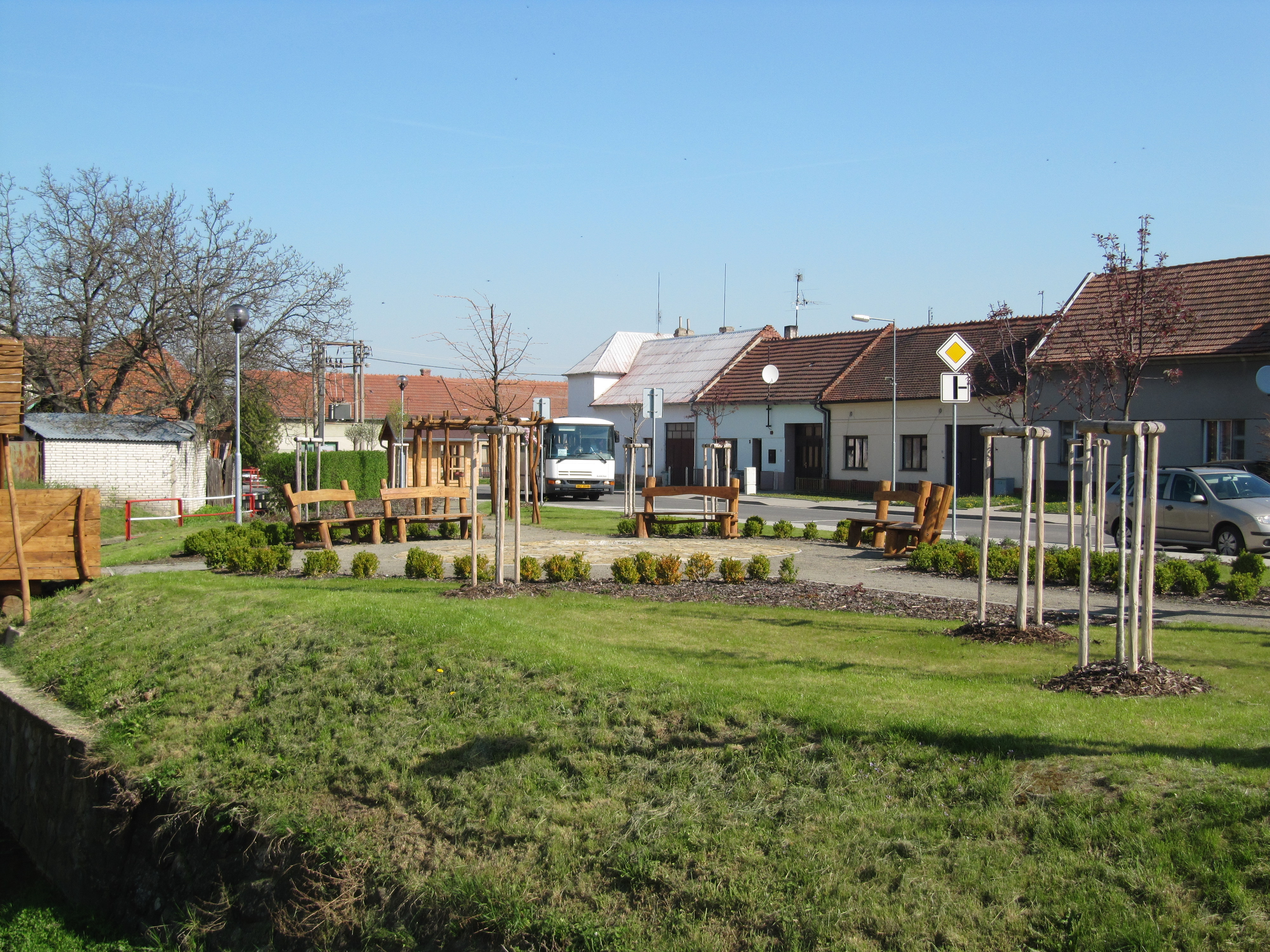
Náves s parčíkem a autobusovou zastávkou

## Osobnosti
- Anežka Gorlová, pracovnice obuvnických, zemědělských, železárenských a strojních závodů, sběratelka a upravovatelka lidových písní, tvůrkyně uměleckých výšivek a předmětů, prozaička, knihovnice
- Vincent Plesnivý, akademický malíř
- Josef Hala, učitel, malíř a grafik